# Cueva oscura
La Cueva oscura está situada en la parroquia de Ania, junto al río Andallón, en el concejo asturiano de Las Regueras. 
Se trata de una cavidad con doble entrada en la que se encuentran restos de los periodos magdaleniense superior y aziliense. La cueva está entre las de La Paloma y Safoxó lo que hace sospechar de la evidencia de una comunidad interrelacionada por la proximidad de ambas con la primera.
En la cueva excavada durante la segunda mitad de la década de 1970 por José Manuel Gómez Tabanera y Manuel Pérez Pérez (Gómez Tabanera 1975: 61; Pérez Pérez 1977: 180; 1978:
79) se han encontrado pequeños restos de pintura rupestre en color rojo.